# Hanavadi, Malavalli
Hanavadi là một làng thuộc tehsil Malavalli, huyện Mandya, bang Karnataka, Ấn Độ.